# Elmar Brähler

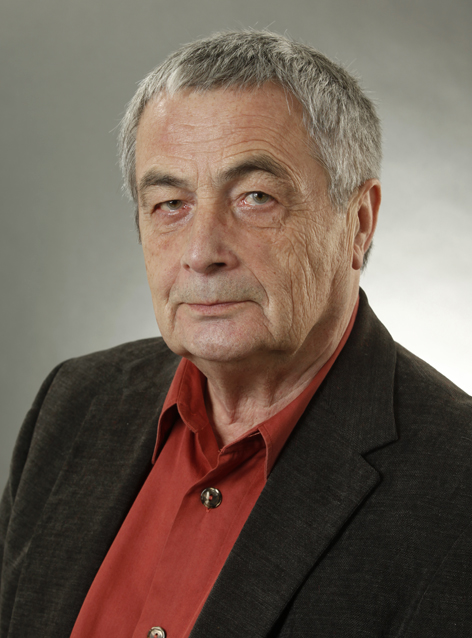
Elmar Brähler (2010)

Elmar Brähler (* 3. März 1946 in Fulda) ist ein emeritierter Professor für Medizinische Psychologie und Medizinische Soziologie an der Universität Leipzig.

## Leben
Nach dem Abitur am humanistischen Domgymnasium in Fulda studierte Brähler von 1965 bis 1970 Mathematik und Physik in Gießen. Von 1969 bis 1994 war er in Gießen als Wissenschaftliche Hilfskraft/Wissenschaftlicher Mitarbeiter/Akademischer Rat bzw. Akademischer Oberrat am Zentrum für Psychosomatische Medizin (Direktor: Horst-Eberhard Richter) in der Abteilung Medizinische Psychologie (Leiter: Dieter Beckmann) tätig. Im Jahr 1976 wurde er zum Dr. rer. biol. hum. promoviert, 1980 folgte die Habilitation. 1985 wurde er zum Honorarprofessor ernannt.
Von 1994 bis 2013 leitete Brähler die Abteilung für Medizinische Psychologie und Medizinische Soziologie der Universität Leipzig. Von 2002 bis 2005 und 2008 bis 2010 amtierte er als Prodekan der Medizinischen Fakultät der Universität Leipzig. Seit 2013 ist er als Gastwissenschaftler an der Klinik und Poliklinik für Psychosomatische Medizin und Psychotherapie der Universitätsmedizin Mainz tätig. Er leitet dort das BMBF-Verbundprojekt „DDR-Vergangenheit und psychische Gesundheit: Risiko- und Schutzfaktoren“.
Er betreut die Mitte-Studien (Untersuchungen zum Rechtsextremismus).

## Leistungen
Forschungsschwerpunkte von Elmar Brähler liegen u. a. im Bereich der Psychodiagnostik, den psychologischen Aspekten von Fruchtbarkeitsstörungen, der Verarbeitung chronischer Erkrankungen, den geschlechtsspezifischen Aspekten von Gesundheit und Krankheit, medizinischen und ethischen Fragen in der Reproduktionsmedizin, Arbeitslosigkeit und Gesundheit und rechtsextremen Einstellungen in Deutschland.
Elmar Brähler ist Mitglied des Willy-Brandt-Kreises sowie wissenschaftlicher Beirat der Deutschen Gesellschaft für psychosomatische Frauenheilkunde und Geburtshilfe (DGPFG) und des Sigmund-Freud-Institutes (Frankfurt/Main). Er war Mitglied des Hochschulrates der Universität Leipzig (2010–2015), Mitglied im Rat für Sozial- und Wirtschaftsdaten (2011–2014), Kollegiat der DFG für das Fachgebiet Klinische, Differentielle und Diagnostische Psychologie, Medizinische Psychologie (2004–2012), Vorsitzender der Deutschen Gesellschaft für Medizinische Psychologie (1994–2000) und Medizinisch-Wissenschaftlicher Leiter des Departments für Psychische Gesundheit am Universitätsklinikum Leipzig.

## Schriften
Brähler ist Herausgeber einiger Buchreihen und Beiratsmitglied verschiedener Fachzeitschriften (z. B. von Psychotherapie Psychosomatik Medizinische Psychologie). Er publizierte Artikel in wissenschaftlichen Fachzeitschriften, zahlreiche psychologische Testverfahren (z. B. Fragebogen zur Lebenszufriedenheit oder Gießen-Test) und mehr als 90 Bücher.

### Artikel in Fachzeitschriften
- Publikationsliste in PubMed

### Herausgabe
- C. Kasinger, A. Heller, E. Brähler (Hrsg.). Das Nachbeben der deutschen Vereinigung. Psychologische und soziologische Perspektiven. Psychosozial-Verlag, Gießen 2023, ISBN 978-3-8379-3220-1.
- O. Decker, J. Kiess, A. Heller, E. Brähler (Hrsg.). Autoritäre Dynamiken in unsicheren Zeiten. Neue Herausforderungen – alte Reaktionen? Leipziger Autoritarismus Studie 2022. Psychosozial-Verlag, Gießen 2022, ISBN 978-3-8379-3175-4.
- H. Berth, E. Brähler, M. Zenger, Y. Stöbel-Richter (Hrsg.): 30 Jahre ostdeutsche Transformation. Sozialwissenschaftliche Ergebnisse und Perspektiven der Sächsischen Längsschnittstudie. Psychosozial-Verlag, Gießen 2020, ISBN 978-3-8379-2784-9.
- O. Decker, E. Brähler (Hrsg.): Autoritäre Dynamiken: Alte Ressentiments – neue Radikalität. Leipziger Autoritarismus Studie 2020. Psychosozial-Verlag, Gießen 2020, ISBN 978-3-8379-3000-9.
- A. Heller, O. Decker, E. Brähler (Hrsg.): Prekärer Zusammenhalt. Die Bedrohung des demokratischen Miteinanders in Deutschland.  Psychosozial-Verlag, Gießen 2020, ISBN 978-3-8379-3050-4.
- E. Brähler, W. Höfert, C. Klotter (Hrsg.): Wandel der Gesundheits- und Krankheitsvorstellungen. Pabst-Verlag, Lengerich 2018, ISBN 978-3-95853-296-0.
- O. Decker, E. Brähler (Hrsg.): Flucht ins Autoritäre. Rechtsextreme Dynamiken in der Mitte der Gesellschaft.  Psychosozial-Verlag, Gießen 2018, ISBN 978-3-8379-2820-4.
- E. Brähler, W. Herzog (Hrsg.): Sozialpsychosomatik. Das vergessene Soziale in der Psychosomatischen Medizin. Schattauer, Stuttgart 2018, ISBN 978-3-608-43134-6.
- C. Eichenberg, E. Brähler, H.-W. Hoefert (Hrsg.): Selbstbehandlung und Selbstmedikation. Hogrefe, Göttingen 2017, ISBN 978-3-8017-2688-1.
- A. Borkenhagen, E. Brähler (Hrsg.): Wer liebt, der straft? SM- und BDSM-Erotik zwischen Pathologisierung und Anerkennung. Psychosozial-Verlag, Gießen 2016, ISBN 978-3-8379-2574-6.
- A. Borkenhagen, E. Brinkschulte, J. Frommer, E. Brähler (Hrsg.): Schönheitsmedizin: Kulturgeschichtliche, ethische und medizinpsychologische Perspektiven.  Psychosozial-Verlag, Gießen 2016, ISBN 978-3-8379-2199-1.
- O. Decker, J. Kiess, E. Brähler (Hrsg.): Die enthemmte Mitte. Autoritäre und rechtsextreme Einstellung in Deutschland. Psychosozial-Verlag, Gießen 2016, ISBN 978-3-8379-2630-9. (PDF)
- D. Richter, E. Brähler, J. Ernst: Diagnostische Verfahren für Beratung und Therapie von Paaren und Familien. Hogrefe, Göttingen 2015, ISBN 978-3-8017-2689-8.
- O. Decker, J. Kiess, E. Brähler (Hrsg.): Rechtsextremismus der Mitte und sekundärer Autoritarismus. Psychosozial-Verlag, Gießen 2015, ISBN 978-3-8379-2490-9.
- H. Berth, E. Brähler, M. Zenger, Y. Stöbel-Richter (Hrsg.): Gesichter der ostdeutschen Transformation. Die Teilnehmerinnen und Teilnehmer der Sächsischen Längsschnittstudie im Porträt. Psychosozial-Verlag, Gießen 2015, ISBN 978-3-8379-2536-4.
- E. Brähler, H.-W. Hoefert (Hrsg.): Lexikon der Modernen Krankheiten. Medizinisch Wissenschaftliche Verlagsgesellschaft, Berlin 2015, ISBN 978-3-941468-89-4.
- A. Borkenhagen, A. Stirn, E. Brähler (Hrsg.): Handbuch Körpermodifikationen. Medizinisch Wissenschaftliche Verlagsgesellschaft, Berlin 2013, ISBN 978-3-941468-88-7.
- C. Kemper, M. Zenger, E. Brähler (Hrsg.): Psychologische und sozialwissenschaftliche Kurzskalen. Standardisierte Erhebungsinstrumente für Wissenschaft und Praxis. Medizinisch Wissenschaftliche Verlagsgesellschaft, Berlin 2013, ISBN 978-3-95466-056-8.
- O. Decker, J. Kiess, E. Brähler (Hrsg.): Rechtsextremismus der Mitte. Eine sozialpsychologische Gegenwartsdiagnose. Psychosozial-Verlag, Gießen 2013, ISBN 978-3-8379-2294-3.
- J. Weis, E. Brähler (Hrsg.): Psychoonkologie in Forschung und Praxis. Schattauer, Stuttgart 2013, ISBN 978-3-7945-2824-0.
- H.-W. Hoefert, E. Brähler (Hrsg.): Krankheitsvorstellungen von Patienten. Herausforderungen für Medizin und Psychotherapie. Pabst Science Publishers, Lengerich 2013, ISBN 978-3-89967-873-4.
- O. Decker, J. Kiess, E. Brähler (Hrsg.): Die Mitte im Umbruch. Rechtsextreme Einstellungen in Deutschland 2012. J.H.W. Dietz, Bonn 2013, ISBN 978-3-8012-0429-7.
- E. Brähler, B. Strauß (Hrsg.): Grundlagen der Medizinischen Psychologie. Enzyklopädie der Psychologie. (= Medizinische Psychologie. Band 1). Hogrefe, Göttingen 2012, ISBN 978-3-8017-0577-0.
- A. Borkenhagen, E. Brähler (Hrsg.): Die Selbstverbesserung des Menschen. Wunschmedizin und Enhancement aus medizinpsychologischer Perspektive. Psychosozial-Verlag, Gießen 2012, ISBN 978-3-8379-2183-0.
- E. Brähler, J. Kiess, C. Schubert, W. Kiess (Hrsg.): Gesund und gebildet. Voraussetzungen für eine moderne Gesellschaft. Vandenhoeck & Ruprecht, Göttingen 2012, ISBN 978-3-525-40445-4.
- E. Brähler, A. Hinz, Y. Stöbel-Richter (Hrsg.): 2001-2010: Abteilung für Medizinische Psychologie und Medizinische Soziologie. Psychosozial-Verlag, Gießen 2011, ISBN 978-3-8379-2154-0.
- C. Barkmann, M. Schulte-Markwort, E. Brähler (Hrsg.): Klinisch-psychiatrische Ratingskalen für das Kindes- und Jugendalter. Hogrefe, Göttingen 2011, ISBN 978-3-8017-2349-1.
- A. Borkenhagen, E. Brähler (Hrsg.): Intimmodifikationen. Spielarten und ihre psychosozialen Bedeutungen. Psychosozial-Verlag, Gießen 2010, ISBN 978-3-8379-2058-1.
- O. Decker, M. Weißmann, J. Kiess, E. Brähler (Hrsg.): Die Mitte in der Krise. Rechtsextreme Einstellungen in Deutschland 2010. Friedrich-Ebert-Stiftung, Berlin 2010, ISBN 978-3-86872-469-1.
- Rolf Melzer (Hrsg.): Oliver Decker, Johannes Kiess, Elmar Brähler: Die Mitte im Umbruch. Rechtsextreme Einstellungen in Deutschland. . H. W. Dietz Verlag, Bonn 2012, ISBN 978-3-8012-0429-7.
- E. Brähler, I. Mohr (Hrsg.): 20 Jahre deutsche Einheit – Facetten einer geteilten Wirklichkeit. Psychosozial-Verlag, Gießen 2010, ISBN 978-3-8379-2093-2.
- D. Kleiber, S. Grüsser, N. Knoll, E. Brähler (Hrsg.): Tabuzonen der Frauen- und Männergesundheit. Psychosoziale Perspektiven. Psychosozial-Verlag, Gießen 2009, ISBN 978-3-8379-2051-2.
- A. Born, W. Nickel, E. Brähler (Hrsg.): Das Pflegehandbuch Leipzig. Gießen 2009: Psychosozial-Verlag. ISBN 978-3-8379-2015-4.
- E. Brähler, H. J. Berberich: Sexualität und Partnerschaft im Alter. Gießen 2009: Psychosozial-Verlag. ISBN 978-3-89806-760-7.
- O. Decker, E. Brähler: Bewegung in der Mitte. Rechtsextreme Einstellungen in Deutschland 2008 – mit einem Vergleich von 2002 bis 2008 und der Bundesländer. Friedrich-Ebert-Stiftung, Forum Berlin, Berlin 2008, ISBN 978-3-86872-002-0.
- H. Berth, F. Balck, E. Brähler (Hrsg.): Medizinische Psychologie und Medizinische Soziologie von A bis Z. Hogrefe, Göttingen 2008, ISBN 978-3-8017-1789-6.
- E. Brähler, D. Alfermann, J. Stiller: Karriereentwicklung und berufliche Belastung im Arztberuf. Vandenhoeck & Ruprecht, Göttingen 2008, ISBN 978-3-525-40403-4.
- H. Berth, P. Förster, E. Brähler, Y. Stöbel-Richter: Einheitslust und Einheitsfrust. Junge Ostdeutsche auf dem Weg vom DDR- zum Bundesbürger. Eine sozialwissenschaftliche Längsschnittstudie von 1987–2006. Psychosozial-Verlag, Gießen 2007, ISBN 978-3-89806-589-4.
- Hrsg. mit Bernhard Strauß, Uwe Berger und Jürgen von Troschke: Lehrbuch Medizinische Psychologie und Medizinische Soziologie. Hogrefe, Göttingen 2004.